# Кормак мак Арт
Кормак мак Арт (ирл. Cormac mac Airt) — легендарный верховный король Ирландии III века. Сын Арта Одинокого.

## Детство
Перед битвой при Маг Мукриме Арт Одинокий провёл ночь с дочерью кузнеца Олкаха, в результате чего появился на свет Кормак мак Арт. Согласно сказанию «Битва при Маг Мукриме» Арт, предвидя свою гибель, открыл дочери кузнеца, где скрыто его имущество, чтобы зачатый сын в будущем смог им воспользоваться.
По одной версии Кормак воспитывался другом, по другой — зверями.
Также существуют разные версии того, как Кормак стал верховным королём Ирландии. По одной он в возрасте 30 лет пришёл в Тару и Лугайд Мак Кон добровольно уступил ему власть, по другим — Кормак силой вернул трон предков.

## Правление
Кормак много воевал с другими ирландскими землями, в особенности с Ольстером. Предполагают, что Кормак распространил власть королей Тары к северу от реки Бойн.
Согласно преданиям, сиды обратили внимание на Кормака. Вначале они хитростью (вынудили отдать дочь, сына и жену) привели Кормака к себе в потусторонний мир. После чего вернули семью и одарили дарами (серебряной ветвью с золотыми яблоками, которая при встряхивании издавала музыку, исцеляющую больных и раненых, и чашей, способной отделять правду от лжи.
Один из сыновей Кормака, Келлах, обесчестил племянницу Энгуса Гайбуайбтех («Ядовитого Копья»). Энгус начал войну. В битве Келлах был убит, а Кормак потерял глаз. Так как Верховный король не должен был иметь недостатков, Кормаку пришлось уступить престол сыну Карпре.

## Семья
Муж Этне Широкобедрой.
У Кормака были дочери Айльбе, Грайне (жена Финна Мак Кумала), сыновья Карпре Лифехайр, Келлах.

## Влияние на культуру
Кормак Мак Арт выступает в качестве главного и второстепенного персонажа в рассказах Роберта Говарда «Ночь волка», «Тигры морей», «Мерзкое святилище», «Мечи Северного моря» и «Короли Ночи» где он плечом к плечу с королём Валузии Куллом и королём пиктов Браном Мак Морном защищает Британию от римлян. Но у Говарда Кормак Мак Арт жил в пятом или шестом веке. В его честь назван кратер Кормак на спутнике Юпитера Европе.